# Kloster St. Katharina (Augsburg)

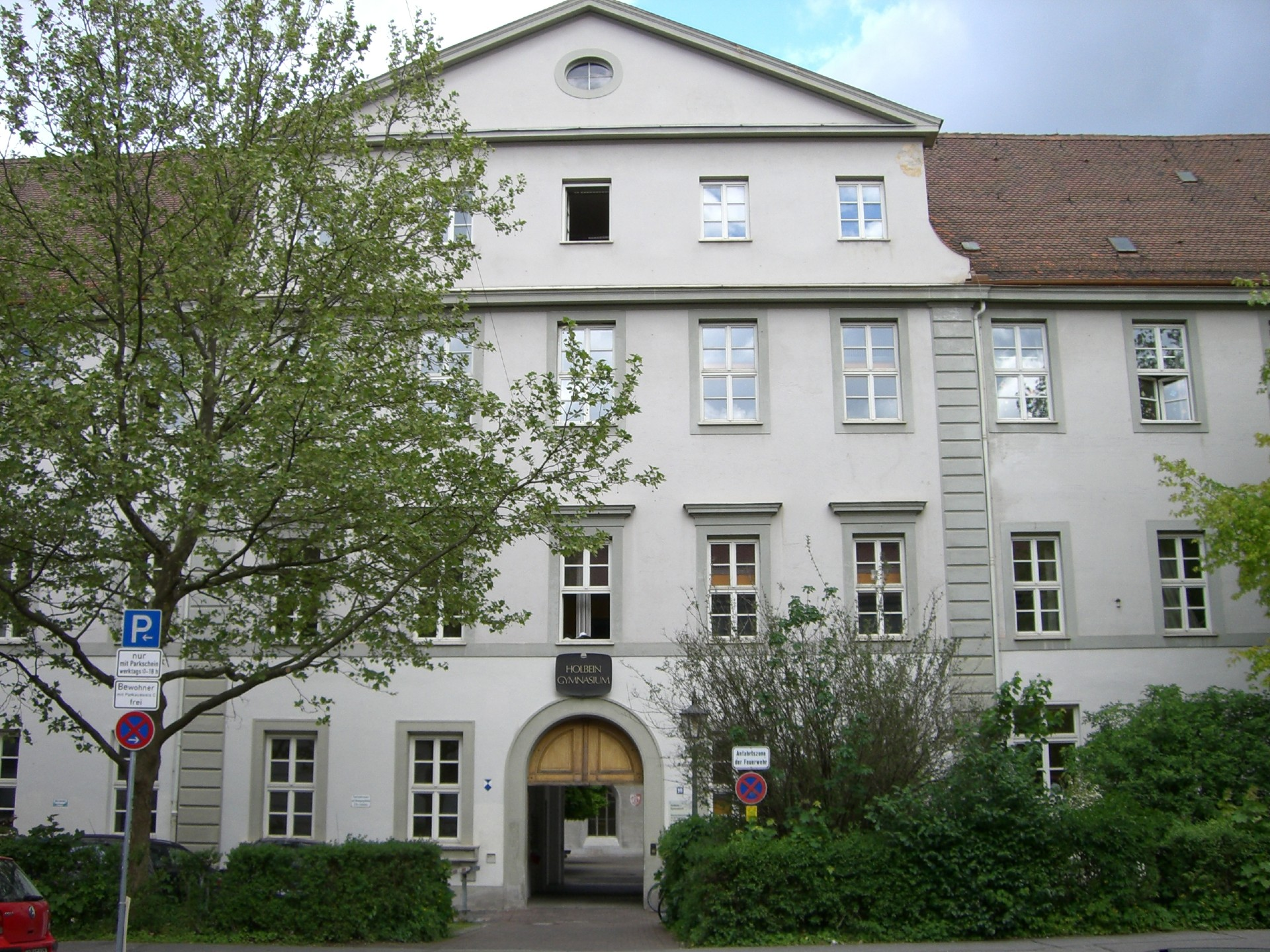
Gebäude des ehemaligen Klosters, heute Teil des Holbein-Gymnasiums

Das Frauenkloster St. Katharina in Augsburg in Bayern ist ein ehemaliges Damenstift der Dominikanerinnen in der Diözese Augsburg. Das unter Denkmalschutz stehende ehemalige Klostergebäude (Akten-Nr. D-7-61-000-353) befindet sich in der Katharinengasse und der Hallstraße, zwei westlichen Nebenstraßen der Maximilianstraße.

## Geschichte

### Gründung und Mittelalter
Das der heiligen Katharina von Alexandrien geweihte Kloster wurde 1243 in der Vorstadt Am Gries (beim Roten Tor) gegründet. Als Stifterin wird allgemein Christina von Wellenburg angenommen. Anfangs war es der geistlichen Leitung des Dominikanerklosters St. Magdalena unterstellt. 1251 zog der Konvent in die Stadt und erwarb für den Bau eines Klosters ein Grundstück an der Stelle des heutigen Holbein-Gymnasiums. Die Schirmherrschaft über das Kloster hatte seit 1349 die Reichsstadt. 1381 erfolgte die Aufnahme in das Augsburger Bürgerrecht. Das Kloster wurde durch Zuwendungen des schwäbischen Adels und später Augsburger Patrizierfamilien unterstützt.

### Reformation und Neuzeit

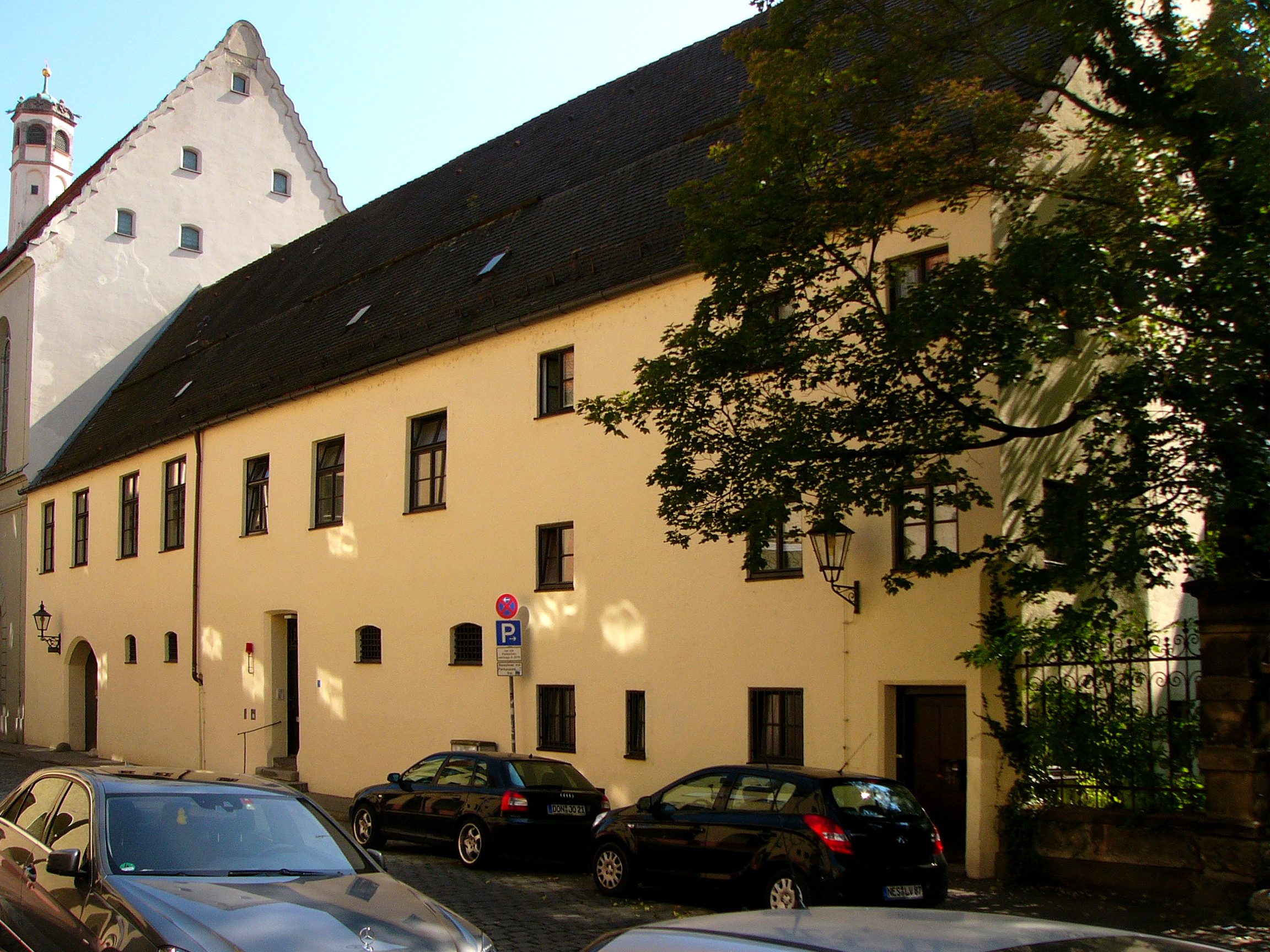
Gebäudeteil des ehemaligen Klosters aus dem 16. Jahrhundert

1498–1503 wurde nach Entwürfen von Burkhart Engelberg der zweite Klosterbau errichtet, dessen Mauern noch heute zu finden sind. Für den Kapitelsaal neben dem Kreuzgang ließen die Nonnen den sogenannten Basilikazyklus malen, unter anderem von Hans Burgkmair, Hans Holbein dem Älteren und einem unbekannten „Meister L. F.“. (Die Basilikenbilder hängen heute in der Staatsgalerie Altdeutscher Meister, direkt neben der Schule.) Um 1500 schuf Hans Holbein für das Kloster einen Katharinen- und einen Sebastiansaltar. 1516/17 entstand die zweischiffige Basilika St. Katharina, gekrönt mit einem Türmchen.
Während der Reformationszeit, mit dem Verbot der katholischen Messe in Augsburg, sperrte 1534 der Rat der Stadt die Kirche und spaltete den Konvent. Der Konvent war seither der Landeshoheit des Bischofs und des Hochstiftes unterstellt. Nach dem Dreißigjährigen Krieg erlangte das Kloster eine zweite Blütezeit. 1670 erfolgte die Barockisierung der Kirche. 1752/53 schrieb die Nonne Dominika Erhardt (* 27. November 1694 in München; † 1756 in Augsburg) über das Kloster eine umfangreiche Chronik.

### Auflösung und Nachnutzung
Im Zuge der Säkularisation wurde das Kloster 1802 aufgelöst. Die verbliebenen 35 Nonnen mussten es 1807 endgültig räumen. Anschließend wurde die Kirche und Kloster lange als Lagerhalle genutzt. 1834 bezogen die Königliche Polytechnische Schule und eine Gewerbeschule (Vorgängereinrichtungen der heutigen Hochschule Augsburg) Teile der Konventgebäude. Die ehemalige Klosterkirche wird seit 1835 als Staatsgalerie Altdeutscher Meister, eine Filiale der Bayerischen Staatsgemäldesammlungen genutzt.
Heute befindet sich in den Gebäuden das Holbein-Gymnasium, dessen Vorgängereinrichtungen ab 1877 zunächst als Kreisrealschule die ehemaligen Klostergebäude übernahmen.

### Ämter

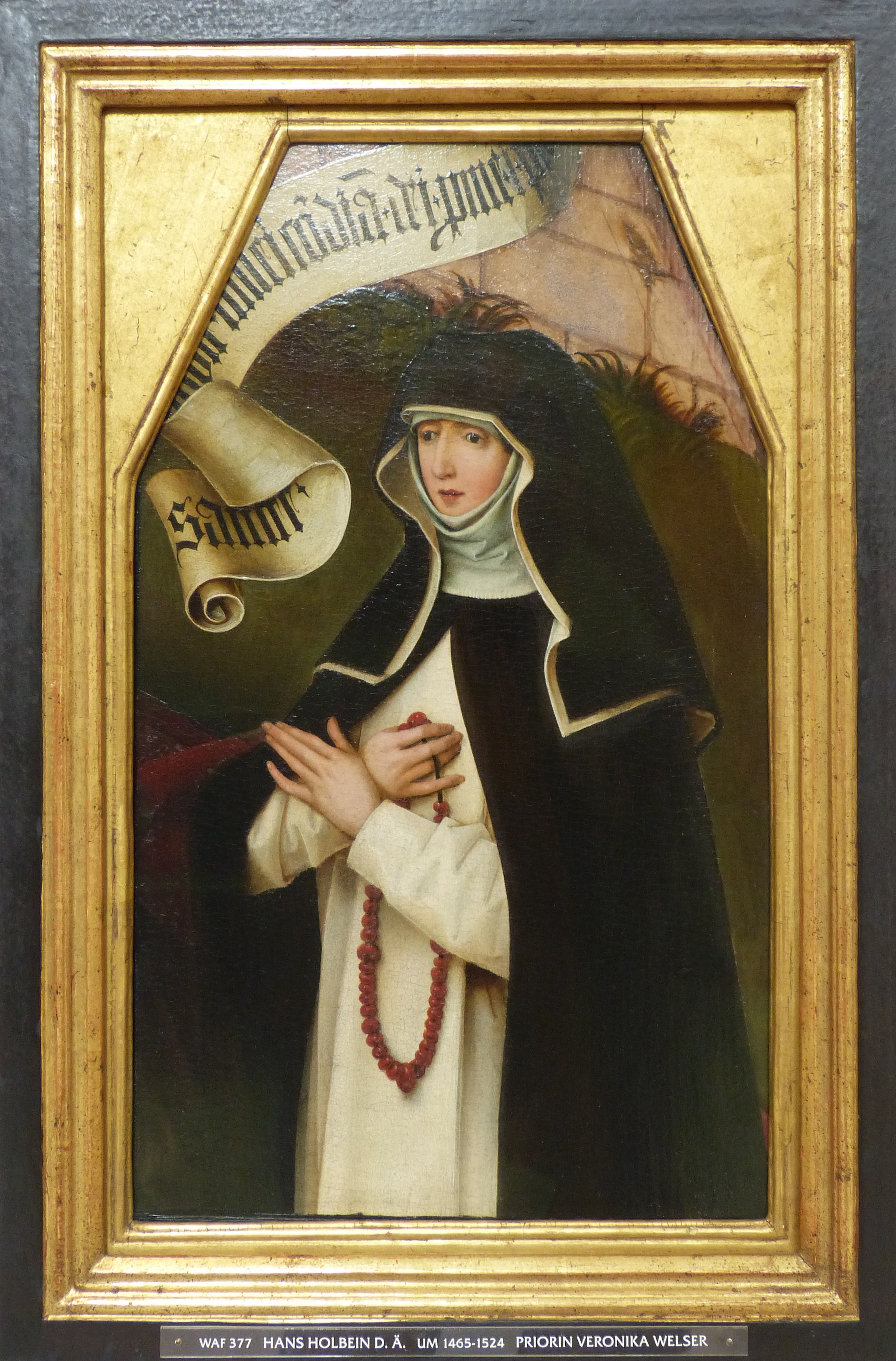
Bildnis der Priorin Veronika Welser, von Hans Holbein dem Älteren

Dem Kloster stand eine Priorin vor. Die Schaffnerin kümmerte sich um die Wirtschaftsführung und Verwaltung. Der weltliche Oberamtmann vertrat das Kloster nach außen. Die Abtässisen waren seit dem Spätmittelalter Töchter reicher Augsburger Patrizierfamilien, wie den Portner, Riederer, Egen, Dachs, Langenmantel, Harscher, Ilsung, Walter und Welser.

## Tochterkloster in Bad Wörishofen
Basierend auf einer 1243 datierenden Schenkung an den Dominikanerorden erfüllten die Dominikanerinnen von St. Katharina in Augsburg die mit der Schenkung verbundene Auflage und entsandten rund 500 Jahre später im Jahr 1718 einige Mitglieder ihrer Gemeinschaft nach Wörishofen, wo die Augsburger Dominikanerinnen aufgrund der Schenkung größere Ländereien und ein Amt besaßen. Am 24. Juli 1718 kamen die ersten Schwestern dort an und wohnten zunächst in einem Amtshaus ihres Ordens. Am 4. August 1719, dem damaligen Festtag des heiligen Dominikus, wurde der Grundstein des Klostergebäudes in Wörishofen gelegt. 1721 konnten die Ordensfrauen in das Kloster einziehen.

## Grundherrschaft
Das Kloster war im Besitz über dreißig Ortschaften, von denen es Abgaben, in Form von Geld, meist aber in Naturalien bezog. Im Jahre 1264 erwarb das Kloster Güter und Vogtei in Diedorf. Dem Kloster gelang dort der Aufbau eines eigenen Amtes mit dem Niedergericht über alle Güter. 1357 ging auch die Herrschaft Altenbaindt an das Kloster, das seit dem 15. Jahrhundert zum alleinigen Grundherren wurde. Die Hohe Gerichtsbarkeit hatte meist das Hochstift oder die Markgrafschaft Burgau inne. Mit der Säkularisation gingen die Herrschaftsrechte auf das Kurfürstentum Bayern über.

### Verwaltungsgliederung

#### Landkreis Augsburg
- Amt Diedorf: Diedorf (42 Anwesen), Baschenegg (1 Anwesen), Rommelsried (3 Anwesen), Ustersbach (1 Anwesen)[4]
- Streubesitz: Achsheim (1 Anwesen), Gablingen (12 Anwesen), Holzhausen (1 Anwesen), Göggingen (4 Anwesen), Inningen (11 Anwesen), Stadtbergen (8 Anwesen)

#### Landkreis Wertingen
- Bliensbach (4 Anwesen), Laugna (3 Anwesen), Ortlfingen (10 Anwesen), Poßenried (1 Anwesen), Rischgau (10 Anwesen), Weldishof (1 Anwesen), Zusamaltheim (1 Anwesen)[5]

### Wappen
Dem Wappen des Dominikanerinnenklosters (Rad der hl. Katharina von Alexandrien) sind die Wappen folgender heutiger Ortschaften entlehnt

Altenbaindt
Diedorf
Mindelaltheim
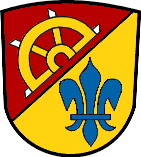
Ortlfingen
Rommelsried